# Manfred F. Schröder
Manfred F. Schröder (* 8. Mai 1936 in Bayreuth; † 7. April 2018) war ein deutscher Journalist und Autor.

## Leben
Vor seiner journalistischen Laufbahn studierte Schröder Theologie und schloss das Studium mit einer Promotion über Rudolf Bultmann ab. Er begann seine journalistische Laufbahn bei den Nürnberger Nachrichten 1961 als Volontär und war dort etwa zwei Jahre lang tätig. Von 1963 bis 2000 arbeitete er für die Süddeutsche Zeitung. In den ersten zehn Jahren bei der SZ war er dort Redakteur unter dem damaligen Ressortleiter Dieter Wagner. Von 1972 bis 1983 war er Korrespondent in Israel, danach bis 1992 in Spanien für die Berichterstattung über Spanien und Portugal.
1993 übernahm er die Leitung des Reiseteils; redaktionsintern erhielt er den Spitznamen Reise-Schröder. Er war mehrere Jahre Mitglied im Betriebsrat und engagierte sich dort auch für ein Redaktionsstatut sowie für die Gründung eines Unternehmensausschusses.
Die letzten Jahre seines Lebens verbrachte er mit seiner Frau in Pöcking bei München.

## Veröffentlichungen
- Rudolf Bultmanns Hermeneutik und ihr apologetisches Interesse, Inaug.-Diss. (Th. D) – Universität Erlangen-Nürnberg, 1963. OCLC 32620645
- Manfred F. Schröder: Denken als Überlebenstraining. Edition Meyster in Langen Müller/Herbig, Deutschland 1985, ISBN 3-8131-8141-3.
- Manfred F. Schröder: Ein Tenor im Höhenrausch: Lohengrins wilde Reise zwischen Zugspitze und Olymp; [ein Reisebericht]. Neuried: Ars et Unitas, Deutschland 2011, ISBN 978-3-936117-38-7.